# Stazione di Prima Porta
Stazione di Prima Porta vasútállomás Olaszországban, Róma településen.

## Vasútvonalak
Az állomást az alábbi vasútvonalak érintik:
- Róma–Civita Castellana–Viterbo-vasútvonal

## Kapcsolódó állomások
A vasútállomáshoz az alábbi állomások vannak a legközelebb:
- Stazione di La Celsa (Stazione di Piazzale Flaminio, Róma–Civita Castellana–Viterbo-vasútvonal)
- Stazione di La Giustiniana (Ferrovia Roma-Nord) (Stazione di Viterbo, Róma–Civita Castellana–Viterbo-vasútvonal)